# Валентин Вълов
Валентин Н.Вълов е български ветеринар и стопански деец.

## Биография
Роден е на 13 декември 1951 г. в гр.Угърчин. Завършва висше ветеринарно образование в гр. София (1975). Член на БКП, а впоследствие на БСП. Работи като специалист в Държавен ветеринарно-санитарен контрол - Кюстендил и председател на Аграрно-промишления комплекс в с.Трекляно. Директор е на месопреработвателното предприятие „Родопа“ – Кюстендил. Заместник-председател на Изпълнителния комитет на Общински народен съвет – Кюстендил (от 1988 г.), председател на Комисията по селско и горско стопанство (до края на 1990 г.)
Избран е за кмет от листата на БСП на 1 ноември 1995 г. През мандата му са довършени нови административни сгради: на ХЕИ и Районна митница – кюстендил, модернизиран е Ветеринарният център. Извършена е реконструкция на пречиствателната станция за отпадъчни води в града. Един от първите, които въвежда делегираните бюджети в сферата на образованието. Заема кметския пост до 3 ноември 1999 г. Впоследствие работи в централния партиен апарат на БСП в София.